# Бушинский, Владимир Петрович
Владимир Петрович Бушинский (13 марта 1885, Екатеринослав — 22 апреля 1960, Москва) — российский учёный в области почвоведения и земледелия. Член-корреспондент АН СССР (1939), академик ВАСХНИЛ (1948). Заслуженный деятель науки и техники РСФСР (1937).

## Биография
Окончил Московский СХИ (1911), в 1906—1915 участвовал в исследовательской работе кафедры почвоведения.
С 1914 доцент Высших курсов подготовки специалистов-луговодов. С 1916 профессор. В 1916—1922 зав. кафедрой почвоведения Саратовского СХИ, одновременно в 1918—1921 профессор и декан агрономического факультета Саратовского университета.
В 1921—1928 в органах Наркомпроса РСФСР. Одновременно с 1922 заведующий кафедрой почвоведения Московского лесотехнического института и профессор кафедры почвоведения МСХА.
В 1922—1951 директор Всесоюзного института агропочвоведения, Института по изучению засоленных и орошаемых земель, заведующий Почвенно-биологической лабораторией АН СССР. С 1939 заведующий кафедрой почвоведения МСХА.
Доктор сельско-хозяйственных наук (1937).
В 1948 году резко критиковал работу почвенного института АН СССР, в духе решений Августовской сессии ВАСХНИЛ.
Похоронен на Новодевичьем кладбище.

## Награды и звания
- Орден Трудового Красного Знамени (13.03.1945) — «за многолетнюю плодотворную научную и педагогическую деятельность в области агрономии и особенно почвоведения, в связи с 60-летием со дня рождения»
- Орден Трудового Красного Знамени (06.12.1940) — «в ознаменование 75-летнего юбилея Московской ордена Ленина Сельскохозяйственной Академии имени К. А. Тимирязева, за выдающиеся заслуги в деле развития сельскохозяйственных наук и подготовки высококвалифицированных специалистов сельского хозяйства»
- Орден Трудового Красного Знамени
- 2 ордена Красной Звезды (в том числе 10 июня 1945)
- орден «Знак Почёта»
- Заслуженный деятель науки и техники РСФСР (1937)
- Медаль ВСХВ